# Dendrobium soriense
Dendrobium soriense là một loài thực vật có hoa trong họ Lan. Loài này được Howcroft mô tả khoa học đầu tiên năm 1996.